# Pliz - Fée du logis
 (juillet 2016).
Si vous disposez d'ouvrages ou d'articles de référence ou si vous connaissez des sites web de qualité traitant du thème abordé ici, merci de compléter l'article en donnant les références utiles à sa vérifiabilité et en les liant à la section « Notes et références ».
Le Pliz - Fée du logis est un produit d’entretien dépoussiérant conçu et commercialisé par la firme américaine S. C. Johnson depuis les années 1960. « Pliz » est un paronyme de « Please » (« S'il vous plaît »).
D'abord destiné au nettoyage et au lustrage de surfaces lisses telles que le plastique, le verre, le bois verni, ou le cuir, il a connu un rapide succès commercial probablement grâce à sa grande polyvalence.

## Historique
Pliz - Fée du logis est lancé en 1960. 
Une publicité pour Pliz diffusée en France en 1980 est restée célèbre, notamment grâce à une séquence où l'on peut voir la comédienne Marie-Pierre Casey glisser sur une table enduite de ce produit et terminer par une réplique devenue culte : « Et c'est tant mieux parce que j'f'rai pas ça tous les jours ! ».
Dans les années 2020, en plus du Pliz multi surfaces original, existe sous la dénomination Pliz Fée du logis, une multitude de produits plus spécifiques (pour le bois, les appareils électroniques ou les surfaces modernes par exemple)[réf. nécessaire].

## Utilisation
Le Pliz est principalement commercialisé sous forme de bombes à air comprimé. Le fabricant préconise de pulvériser le produit à une quinzaine de centimètres de la surface à nettoyer avant de la lustrer avec un chiffon doux (type microfibre)[réf. nécessaire].

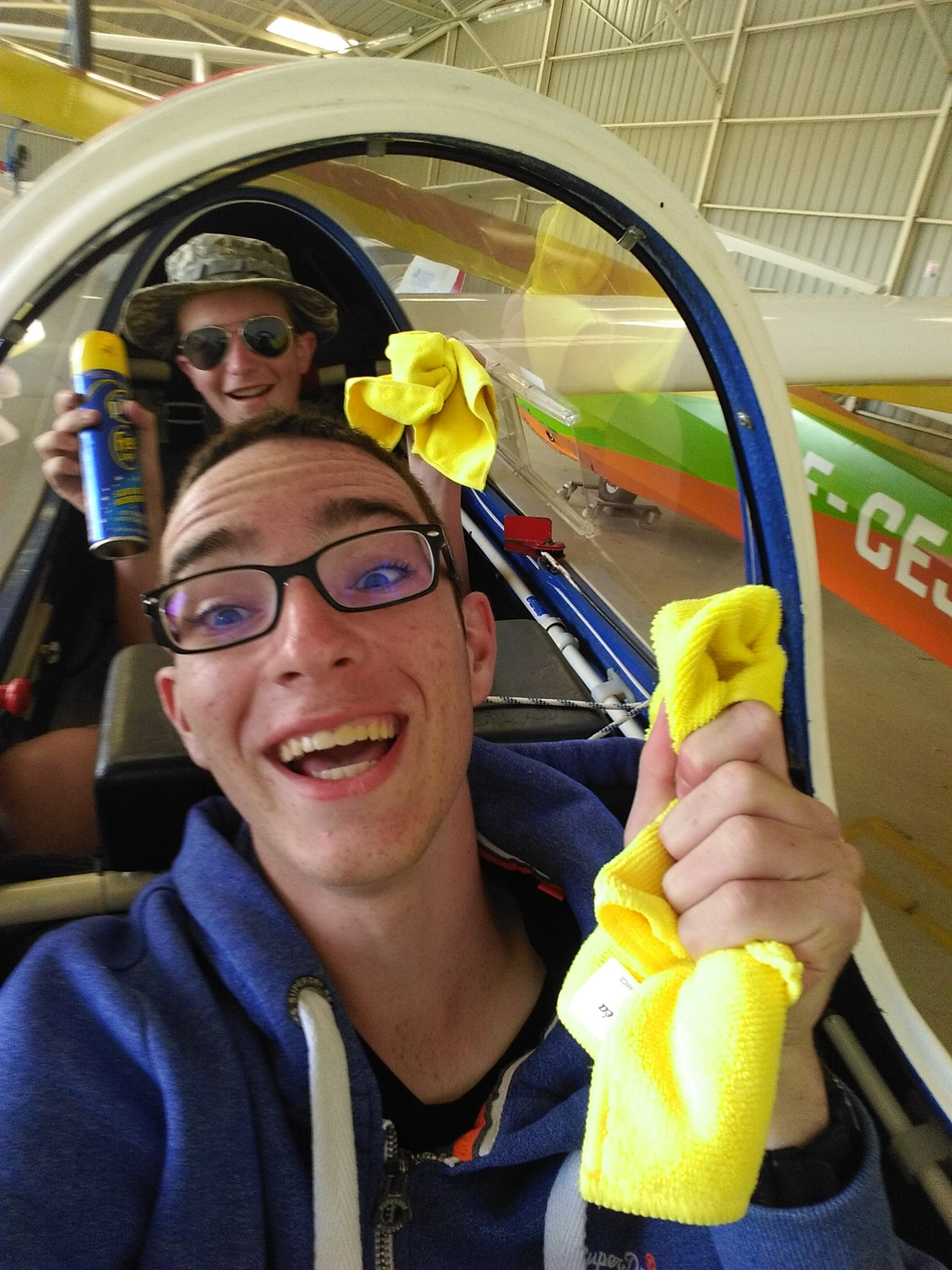
Deux vélivoles nettoyant un planeur avec du Pliz.

Le Pliz, initialement destiné à l'entretien des meubles et des différentes surfaces de la maison a progressivement gagné le milieu des sports aériens, et notamment du vol à voile où il est fréquemment utilisé pour le lustrage des planeurs lors des compétitions. Dans ce cadre, il est notamment confronté à de nombreux nettoyants aéronautiques tel que le Protil, mais une expérience a démontré qu'il n'est pas moins bon que ses homologues certifiés.

## Composition
Contrairement à une légende urbaine coriace, le produit original contient bien de la silicone.